# ソコヌスコ
座標: 北緯15度18分56.14秒 西経92度43分35.01秒 / 北緯15.3155944度 西経92.7263917度

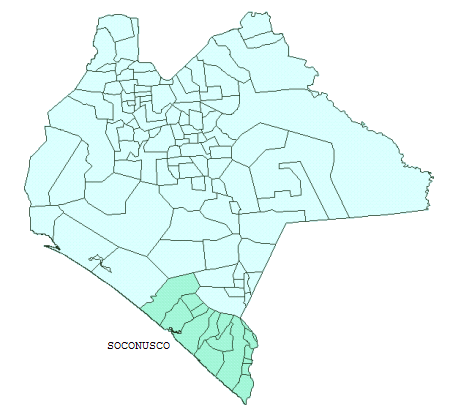
チアパス州におけるソコヌスコの位置

ソコヌスコ（Soconusco）は、メキシコのチアパス州南西端のグアテマラと境を接する地域である。シエラ・マドレ・デ・チアパス山脈と太平洋にはさまれた細長い土地であり、チアパス海岸の南端部の、ウラパ川とスチアテ川を境界とし、チアパス州の他の地域とは異なる特別な歴史と経済的な生産を持つ。高い湿度と火山性の土壌からは、カカオおよびパナマゴムノキから取れるゴムを基盤とするモカヤおよびオルメカ文化が花開いた。
19世紀にこの地域はメキシコとグアテマラの間の国境紛争地帯となったが、1882年の条約によって現在の国境が引かれて、歴史的なソコヌスコの大部分がチアパスに、スチアテ川の東の一部分がグアテマラに属するようになった。1890年、ポルフィリオ・ディアスとオットー・フォン・ビスマルクはメキシコ南部の農業的潜在力を活用するためにタパチュラ近郊に450人のドイツ人移民を送った。大規模なコーヒー栽培によってソコヌスコはもっとも成功したドイツ人移住地のひとつとなり、1895年から1900年の間に1150万キログラムのコーヒーが収穫された。チアパスのジャングルに作られたフィンカ（農園）には、アンブルゴ（ハンブルク）、ブレーメン、リューベック、アルゴビア、ビスマルク、プロイセン、ハノーバーといったドイツ風の名前がつけられた。
この地域は景気循環とよく研究された農業移民のパターンを経験した。何千年にもわたってカカオを中央メキシコに輸出してきたが、最初の現代的な輸出作物はコーヒーだった。それ以降、熱帯性の果物や花などの別な作物が導入された。もっとも新しいものは東南アジアの果物であるランブータンである。

## 歴史

### 先コロンブス期

ショコノチコ（ソコヌスコ）を表すアステカ文字

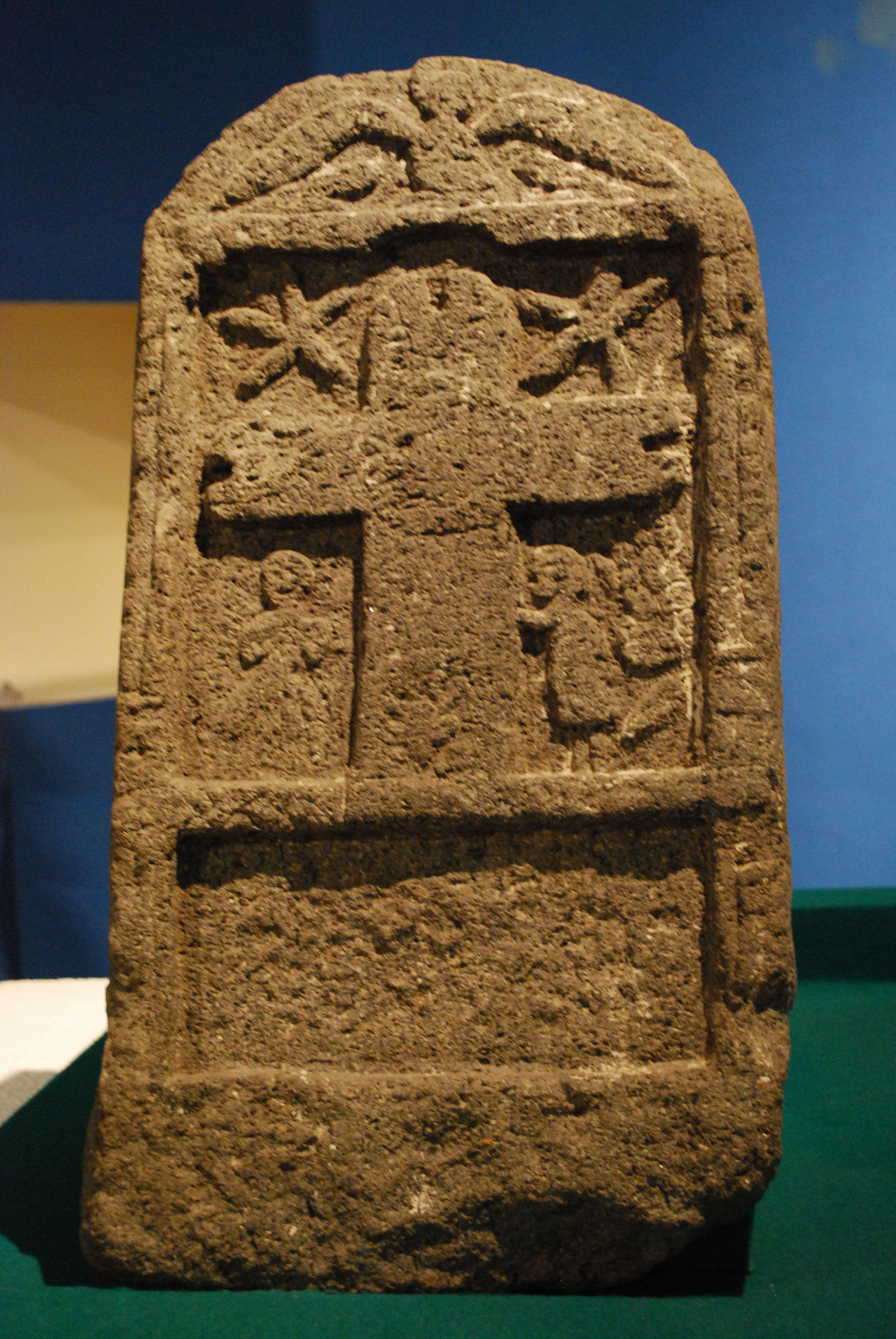
ソコヌスコ出土の、先住民による十字の刻まれた石。トゥストラ・グティエレスの地方博物館に展示

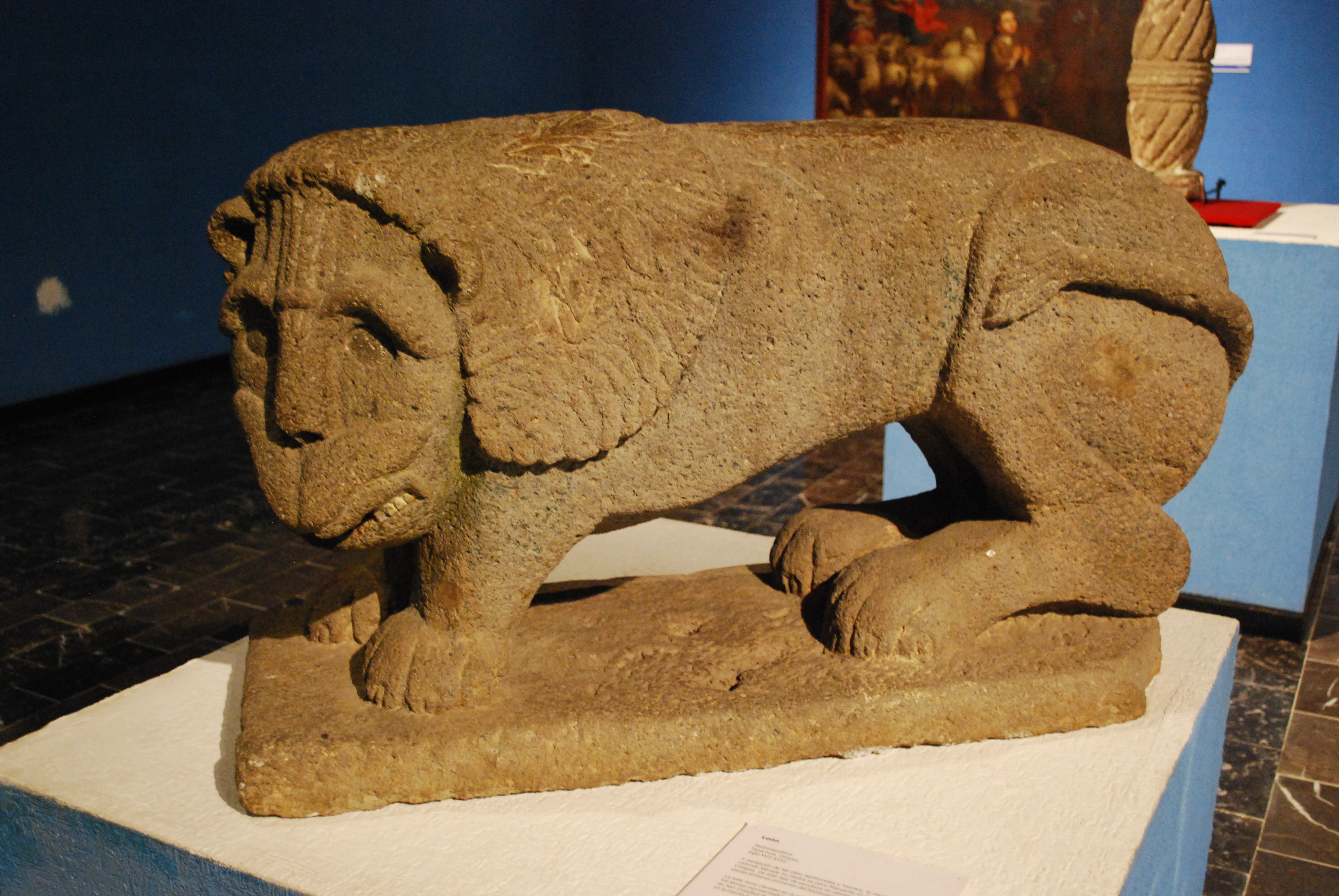
植民地時代のライオンの彫刻。チアパス地方人類学歴史博物館での展示

ソコヌスコは歴史的にメキシコの政治・経済の中心から孤立しており、メキシコの他の地域からは比較的知られることが少なかかった。地理的にはチアパス海岸の一部だが、チアパス州の他の地域から独立した政治的・文化的・経済的な個性をメソアメリカ時代から持ち、現在でもそうである。
ソコヌスコはメキシコと中央アメリカの国境地帯に位置するが、主に中央アメリカとの交易路、およびカカオやベニノキなどの生産によって、メソアメリカ時代から今の中央メキシコとの関係を持っていた。「ソコヌスコ」という名前はナワトル語のショコノチコ(Xoconochco)に由来し、「酸っぱい(xococ)サボテン(nochtli)の場所(-co)」を意味する。このことはメンドーサ絵文書に記されている。マヤ語ではこの一帯はサクロパカブ(Zaklohpakab)と呼ばれた。本来は今のグアテマラに属するティラパ川が境界になっていたが、メキシコとグアテマラの間で1882年に最終的に引かれた国境線では、スチアテ川が南端になった。

#### モカヤ文化
ソコヌスコ地方に最初に住んだのは海岸地方のチャントゥト人で、紀元前5500年にさかのぼる。これは今までに見つかったメソアメリカ最古の文化である。
今のマサトランには別の文化が起こった。この文化はモカヤ（ミヘ・ソケ語族の言葉でトウモロコシの人々を意味する）といい、約4000年前にカカオと球戯場が出現した。
モカヤ文化からの移民によってオルメカ文明が発生したと考えられている。より新しいが、おなじく重要なメソアメリカの文化はイサパを中心とするもので、チアパス海岸でもっとも重要な文化と考えられている。紀元前1500年ごろのもので、ミヘ・ソケ語族に分類されるが、オルメカ文明とマヤ文明の橋わたしの働きをしたと考えられている。
イサパの遺跡は約1000年にわたって世俗的・宗教的構造として重要であった。遺跡の大部分は土の墳墓からなるが、石碑や石刻から得られる情報は重要である。イサパはメソアメリカの260日暦が発達した地域だった。
アステカ以前、この地域はテワンテペク地方に貢納しており、マム族が主を占めていた。
ミヘ・ソケ語族のタパチュルテコ語はこの地域で話されていた古い言語だったが、1930年代に消滅した。

#### アステカによる征服
1486年、アステカ皇帝アウィツォトルがソコヌスコを征服した。当時この地は木綿の服、鳥の羽根、ジャガーの毛皮、カカオを貢納品として課された。しかし、アステカに対する反乱が起き、モクテスマ2世が1502年から1505年にかけてこの土地を平定するまで続いた。

### スペインによる征服
スペイン人は1522年にはじめてこの地を訪れた。年代記作家のベルナル・ディアス・デル・カスティリョによれば、この土地には約15000人の先住民が住んでいたというが、他の推定では1520年代に最大75000人が住んでいたともいう。ペドロ・デ・アルバラードが1524年にベラクルス南部のスペインの要塞から中央アメリカへ向かう際にこの地を征服した。征服以後、先住民の人口の大部分はこの土地からの移民またはヨーロッパ人がもたらした伝染病による死によって失われた。
1526年、現在グアテマラに属している部分を含むソコヌスコ一帯はスペイン国王に属するものと宣言された。チアパスの一部として、初代総督にはペドロ・デ・モンテホが任命された。しかしこの期間は短く、その後はメキシコシティによって統治されるようになった。ミゲル・デ・セルバンテスは16世紀後半にスペイン王にソコヌスコ統治の権利を要求したが、これはカカオの権益のためだった。
1545年にバルトロメ・デ・ラス・カサスによってサン・クリストバル・デ・ラス・カサスから派遣された最初の宣教師団がソコヌスコに到着した。彼らはドミニコ会に属し、ソコヌスコを6つの小教区に分けた。はじめはトラスカラ大司教区に属したが、1538年にチアパス教区が作られ、ソコヌスコはその一部になった。
1543年、チアパスは今のメキシコ南部と中央アメリカの大部分を含むアウディエンシア・デ・ロス・コンフィネス（レアル・アウディエンシア・デ・グアテマラ）の一部となった。このアウディエンシアの首都はグアテマラシティであったが、1564年にパナマシティに首都が移り、ソコヌスコは再びメキシコシティによって支配されるようになった。しかし1568年にグアテマラ総督領が成立するとソコヌスコとチアパスはその一部分になり、1821年のメキシコ独立革命までその状態が続いた。それにもかかわらず、スペイン統治時代を通じてメキシコシティとの重要な政治的・経済的な結びつきを維持した。1540年にはウェウェタンがソコヌスコの首都になったが、1700年にはエスクィンタに移動した。1794年にこの町がハリケーンに襲われたため、再びタパチュラに移転した。エンコミエンダ制とアシエンダ制による迫害により、人口の減少とさまざまな反乱が起きた。そのひとつ、1712年に起きたツェルタル族の反乱 (Tzeltal Rebellion of 1712) ではカンククを中心として32の村が加わった。人口減少に対応するため、スペインは1760年に先住民を保護するための2つのアルカルデを作ったが、保護は不十分に終わり、1790年にソコヌスコは地方としての地位を失ってチアパスの一部分になった。
ソコヌスコとチアパス高地は中央アメリカで最初にスペインからの独立を支持した地域のひとつだった。彼らはアグスティン・デ・イトゥルビデの「3つの保証軍」を支持したが、1821年にスペインから分離して独立を宣言した。1823年にメキシコと新しい中央アメリカ連邦共和国が分離した際、チアパスがどちらと同盟あるいは合併するかについて議論が分かれた。高地の人々はメキシコとの統一を望んだが、ソコヌスコを含む低地の人々は中央アメリカを支持した。

### 19-21世紀

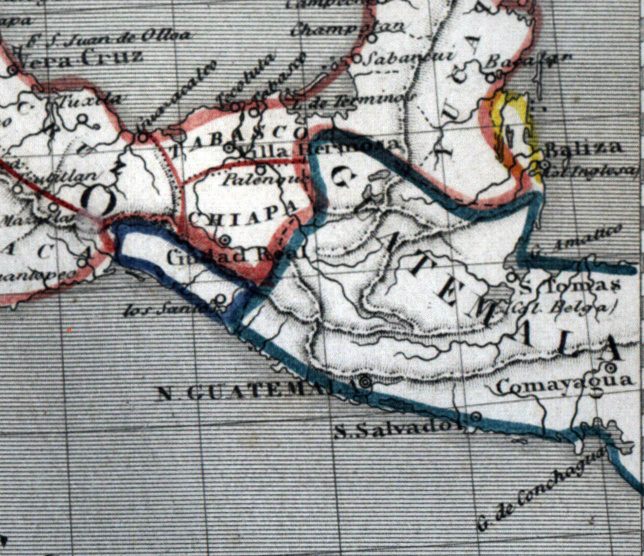
1853年のスペインの地図。ソコヌスコをメキシコとグアテマラから独立した、所属国のない地域としている

19世紀にわたってソコヌスコの政治的な所属はあいまいだった。メキシコは1824年に正式にチアパスを併合し、1825年にソコヌスコを領土とする最初の公式な主張を行った。しかしグアテマラもソコヌスコの支配層もこの主張を認めなかった。1830年に中央アメリカ軍が反体制派を追ってソコヌスコに入ったが、高地チアパスの軍隊が反撃した。1831年に国境を確定する最初の試みが行われ、何十年にもわたって同様の試みが行われたが、メキシコが政治的に不安定だったこともあって成功しなかった。中央アメリカ連邦共和国は1838年から1840年の間に分裂し、独立国となったグアテマラは1840年にソコヌスコをケツァルテナンゴ地区の一部と宣言した。ソコヌスコの人々はグアテマラによる併合を歓迎したが、アントニオ・ロペス・デ・サンタ・アナはソコヌスコおよびチアパスの他の地域に軍隊を送って民衆を圧迫し、メキシコと公式に合併させた。ソコヌスコは1842年にメキシコと合併した。
1877年と1879年にさらなる交渉が試みられたが、1882年になってようやくメキシコとグアテマラの間で国境線を公式に定める条約が調印された。この国境線はソコヌスコの大部分をメキシコに所属させるものだった。国境線が定まった背景には、メキシコと中央アメリカ諸国との不安定な関係をアメリカ合衆国に利用されることに対するおそれがあった。しかしながら1895年までグアテマラはソコヌスコに対する領土の主張を続けた。
グアテマラとの国境が定まって以来、ソコヌスコの歴史はメキシコ経済の発展によって支配された。19世紀最後の四半世紀、ポルフィリオ・ディアス時代にはアメリカ合衆国とヨーロッパからの移民が奨励され、土地の譲渡や鉄道の建設が認められた。政府の目的は海外資本によってメキシコの天然資源を開発・近代化することにあった。ソコヌスコ地方では、このことはコーヒー・プランテーションの開発を意味した。1890年から1910年までの20年のうちにソコヌスコはメキシコの主要なコーヒー生産・輸出地になった。しかし、コーヒー・プランテーションの経営には大量の労働者を必要とした。チアパスの他の地域から先住民が集められたが、しばしば騙されたり罠にかけられたりすることがあった。グアテマラからも労働者が集められた。
ソコヌスコや他の地域における労働者の虐待は、1910年のメキシコ革命を引きおこした。しかし、プランテーションの農場主は当初反乱の要求する経済的変革に抵抗した。コーヒーは牛より換金が困難だったため、農園はほかの地域よりも略奪を被ることが少なかった。また市場が海外にあったため、ベヌスティアーノ・カランサの経済改革にも抵抗することが容易だった。しかしながら、輸出農業は景気循環の影響を強く受け、第一次世界大戦でコーヒーの需要が暴落すると、農場主の地位は低下した。労働者の団体と農場主との真剣な戦いは1920年代にはじまり、チアパス人社会党(Partido Socialista Chiapaneco)が設立された。土地の再分配の試みのいくつかが成功したにもかかわらず、この時代に農場主の支配下にある土地は増加した。
メキシコのコーヒー生産は外国との競争にさらされ、1930年代に再びコーヒーの価格は下がった。ラサロ・カルデナス大統領の時代にソコヌスコの土地制度改革が真剣に始まり、コーヒー農場の多くが共同体の所有するエヒドに変化した。1946年までにこの地域のコーヒー生産地の約半分が百ほどのエヒドの所有となった。しかし、第二次世界大戦でコーヒーの価格がさらに下がり、この地のコーヒー生産は国際資本が使用可能になる1950年代までは増加しなかった。
その後もコーヒーはソコヌスコの主要な作物でありつづけているが、熱帯性の果物やそれ以外の作物によって補完され、ソコヌスコをメキシコの重要な農業の中心にしている。1989年の（国際コーヒー機関による輸出割当制度の合意が取られなかったことによって引きおこされた）コーヒー価格の大幅な低下のような需要の景気循環は今でもあり、またカカオ生産は減少傾向にある。2005年にはハリケーン・スタンによってソコヌスコ（主にスチアテとマサトラン）はバナナ生産の65%を失い、一時的だが重要な経済危機を引きおこした。また、作物の収穫・加工のための季節労働者は大部分がグアテマラからやって来るが、経済的な理由で移民が減少した。グアテマラからメキシコへの合法的な移民は1999年には79,253人であったのが、2007年には27,840人に減少している。かつてメキシコへ来ていたグアテマラ移民は、現在ではアメリカ合衆国へ行くようになっている。ソコヌスコの不法移民は今でも問題になっており、その大部分は中央アメリカの出身である。不法移民の大部分は農民および奉公人として働いている。女性、とくにホンジュラスとエルサルバドル出身者は性的搾取にあいやすい。